# Boštjan Ratković
Boštjan Ratković (3 gennaio 1971) è un ex calciatore sloveno, di ruolo difensore.

## Caratteristiche tecniche
In attività giocava come difensore.

## Carriera
Con il Maribor vinse due coppe di Slovenia. Conta cinque partite in competizioni europee.

## Palmarès

### Club

#### Competizioni nazionali
- Pokal Nogometne zveze Slovenije: 2

Maribor: 1991-1992, 1993-1994